# 金城佑
金城 佑（きんじょう たすく、1992年9月11日 - ）は、日本のラグビー選手。

## プロフィール
- 沖縄県出身[1]。
- ポジションはスクラムハーフ(SH)。
- 身長 172cm、体重 77kg
- ニックネームはタスク。
- U20日本代表候補に選ばれたことがある[2]。

## 来歴
2011年、名護高校卒業後、朝日大学に入る。
2015年、朝日大学卒業後、宗像サニックスブルースに加入。同年9月6日に行われたトップキュウシュウA第1節の新日鉄住金八幡戦に途中出場で公式戦初出場を果たした。
2019年9月、宗像サニックスブルースを退団。同年11月、高齢者のお金を盗んだ疑いで逮捕。